# David Nolande
David Nolande – francusko-belgijski serial telewizyjny fantasy na podstawie scenariusza Joëla Houssina. W Belgii miał premierę 26 września 2006 na antenie stacji RTBF, we Francji 6 grudnia w stacji telewizyjnej France 2. W Polsce TVP1 zaczęła emisję serialu 12 lipca 2007.

## Opis
David Nolande, tytułowy bohater, dobrze radzący sobie w życiu pracownik agencji reklamowej wraca do domu z przyjęcia zorganizowanego przez swojego szefa. Rozmawia z żoną przez telefon komórkowy i nagle zauważa na drodze psa. Próbuje go ominąć, wpada w poślizg, gwałtownie zjeżdża z drogi i wpada prosto w stojącą niedaleko przyczepę campingową. Jak się później okazuje, mieszkała w niej romska czarownica. Nieprzytomny David trafia do szpitala. Jego życiu nie grozi już niebezpieczeństwo, jednak wypadek może zagrozić jego reputacji, ponieważ prowadził pod wpływem alkoholu. Po rozprawie sądowej podchodzi do niego stary Rom, który rzuca na niego klątwę.  Aby odkupić winę, David musi ocalić życie wielu ludzi. Jeśli tego nie zrobi, umrze ktoś jemu bliski. Zaczyna mieć dziwne sny ukazujące śmierć różnych osób. David wierzy, że musi te osoby odnaleźć i uratować im życie.

## Obsada
- Frédéric Diefenthal: David Nolande
- Elsa Kikoïne: Corinne Nolande
- Édouard Montoute: Franck
- Jean-Louis Foulquier: Sauveur
- Manon Lanneau: Natasha
- Emmanuel Patron: Mathieu

Gościnnie:
- Gwendoline Hamon
- Josiane Balasko

## Nagrody
- Festival de Saint Tropez 2006 w kategorii największego debiutu
- Festival de Saint Tropez 2006 w kategorii najlepszego reżysera
- Festival de Saint Tropez 2006 w kategorii najlepszych efektów wizualnych i dźwiękowych

## Odcinki

### Sezon 1 (2006)
| # | Tytuł                | Emisja w TVP1    |
| - | -------------------- | ---------------- |
| 1 | Peine perdue         | 12 lipca 2007    |
| 2 | La Proie des flammes | 19 lipca 2007    |
| 3 | L'Horloge du destin  | 26 lipca 2007    |
| 4 | Crescendo            | 2 sierpnia 2007  |
| 5 | Chiens méchants      | 9 sierpnia 2007  |
| 6 | La Carte du diable   | 16 sierpnia 2007 |